# Pidihuinco (subdelegación)
Pidihuinco fue una de las subdelegaciones que integró el antiguo departamento de San Fernando. Fue integrada por tres distritos.
El territorio de la subdelegación fue organizado por decreto del presidente José Joaquín Pérez Mascayano el 14 de agosto de 1867.

## Historia
La subdelegación fue creada por decreto supremo del 14 de agosto de 1867, que divide el departamento de San Fernando en veinte subdelegaciones. El documento determina así sus límites:

Al norte, por el camino de los Viales; al este, por los Andes; al sur, por el estero de Chimbarongo; y al oeste, por el camino de la Frontera.

Se dividió en tres distritos: 1.º Carrizal, 2.º Pidihuinco y 3.º Peor es Nada.
Por decreto del 22 de diciembre de 1891 fueron creadas varias comunas en el departamento de San Fernando, entre ellas la comuna de Chimbarongo, a la que pasó a pertenecer esta subdelegación.
El Decreto con Fuerza de Ley N.º 8.583 del 30 de diciembre de 1927 redistribuye el territorio del departamento de San Fernando, y esta subdelegación es fusionada con la de Chimbarongo.

## Administración
La administración del territorio estaba a cargo del subdelegado, subordinado al gobernador departamental y nombrado por él. Duraban dos años en el cargo, aunque también podían ser nombrados indefinidamente. Podían ser cesados por el gobernador, quien debía dar cuenta de esto al intendente provincial. Los distritos, en tanto, eran regidos por un inspector, quien respondía a las órdenes del subdelegado, quien tenía la potestad de nombrarlos o removerlos dando cuenta al gobernador departamental.